# 赫勒斯滂山脉
赫勒斯滂山脉（Hellespontus Montes）是火星上位于挪亚区诺亚高地最东南区的一座山脉，就坐落在诺亚高地区和撞击盆地希腊平原之间，自北向南绵延711公里，其名称取自古典反照率特征。

## 另请查看
- 火星山脉列表